# Schloss Pragstein
Schloss Pragstein ist ein Schloss, oft auch als Burg bezeichnet, in Mauthausen in Oberösterreich und an der Donau gelegen. Es bildet das Motiv des Mauthausener Marktwappens.
Das nach seinem Erbauer Ladislaus Prager († 1514), auch „Laßla von Prag“ genannt, benannte Schloss wurde Ende des 20. Jahrhunderts umfangreich renoviert und beinhaltet neben der Landesmusikschule, dem Standesamt und einigen Veranstaltungsräumen auch zwei Museen: das Mauthausener Heimatmuseum mit Hans-Gerstmayr-Ausstellung (Stahlschnitt) und Jagdtrophäen-Sammlung sowie ein Apothekenmuseum, das überwiegend aus Beständen des Mauthausner Apothekers Norbert Aichberger eingerichtet wurde.
Schloss Pragstein hat ein Pendant: Schloss Pragtal in der Gemeinde Windhaag bei Perg (1564 erbaut von Andreas Prager, 1680 abgetragen um Bausteine für das Kloster Windhaag zu gewinnen).

## Geschichte
Das Schloss wurde auf einer dem linken Ufer vorgelagerten Felseninsel in der Donau errichtet. Der Zugang zu dem von der Donau umspülten Wasserschloss war nur über eine Brücke möglich.
Da Kaiser Leopold I. im Jahr 1680 kurzzeitig im Schloss wohnte, dürfte Pragstein damals in gutem Zustand gewesen sein. Im österreichisch-bayrischen Erbfolgekrieg war die Burg von 66 französischen Soldaten besetzt, die jedoch am 5. Jänner 1742 in die Gefangenschaft gerieten.
In der Mitte des 19. Jahrhunderts wurde der Donauarm, der das Schloss vom Festland trennte, aufgeschüttet, und zwischen Schloss und Donau führt seit den 1960er-Jahren die Donau Straße B3.

## Besitzer
Das Schloss wurde mit Erlaubnis Kaiser Friedrichs III. in der Zeit von 1491 bis 1506 vom Pfandherrn der Herrschaft Mauthausen, Ladislaus Prager, errichtet. Nach dem Tod Kaiser Friedrichs löste dessen Nachfolger, der römisch deutsche König Maximilian I. das Pfand ein, Prager Familienmitglieder durften danach noch jahrelang darin wohnen. 1530 galt die Anlage als öde, wurde aber wegen der Türkenbedrohung renoviert und mit Söldnern besetzt. Danach wurde das Gebäude mehrmals verpfändet und stand 1599 neuerlich leer. Georg Erasmus von Tschernembl modernisierte das Gebäude 1603 und Kaiser Ferdinand II. übergab es 1612 an den kaiserlichen Salzamtmann Veit Spindler und verkaufte es 1633 an Leonhard Helfried von Meggau. 1644 wurde der Besitz an die Familie Cavriani vererbt, die zahlreiche Fenster, Türen und Böden erneuerte. 1770 kaufte Josef Gundaker Graf Thürheim die Herrschaft.
Im Jahr 1894 erwarb der Bürgermeister von Mauthausen, Leopold Heindl, das Schloss, und verkaufte es 1901 an die Marktgemeinde Mauthausen. Seit 1910 ist dort das Heimatmuseum untergebracht. 1984 wurde darin die Landesmusikschule eröffnet und 2007 das Apothekenmuseum Mauthausen eingerichtet.

## Beschreibung
Das Gebäude ist an der Westseite zugespitzt. Dadurch wurde bei Hochwasser der Druck auf das Schloss gebrochen und Wasser und Eis glitten seitlich vorbei. Beim Schloss Pragstein handelt es sich um einen bügeleisenförmigen, fünfeckigen und viergeschoßigen Bau, der eine Grundfläche von 19 mal 35 Meter belegt. Die Außenansicht hat sich mehrmals verändert, unter anderem waren in früheren Jahren an den Ecken Scharwachtürmchen angebracht. Der Mittelflur enthält die Treppenanlage. Das Schloss verfügte über Nordtor und Südtor zur Donau hin. Am Nordtor des Schlosses sind Hochwasserstandsmarken, an der Gebäudesüdseite das Wappen des „Laßla von Prag“ aus dem Jahr 1507 zu sehen.

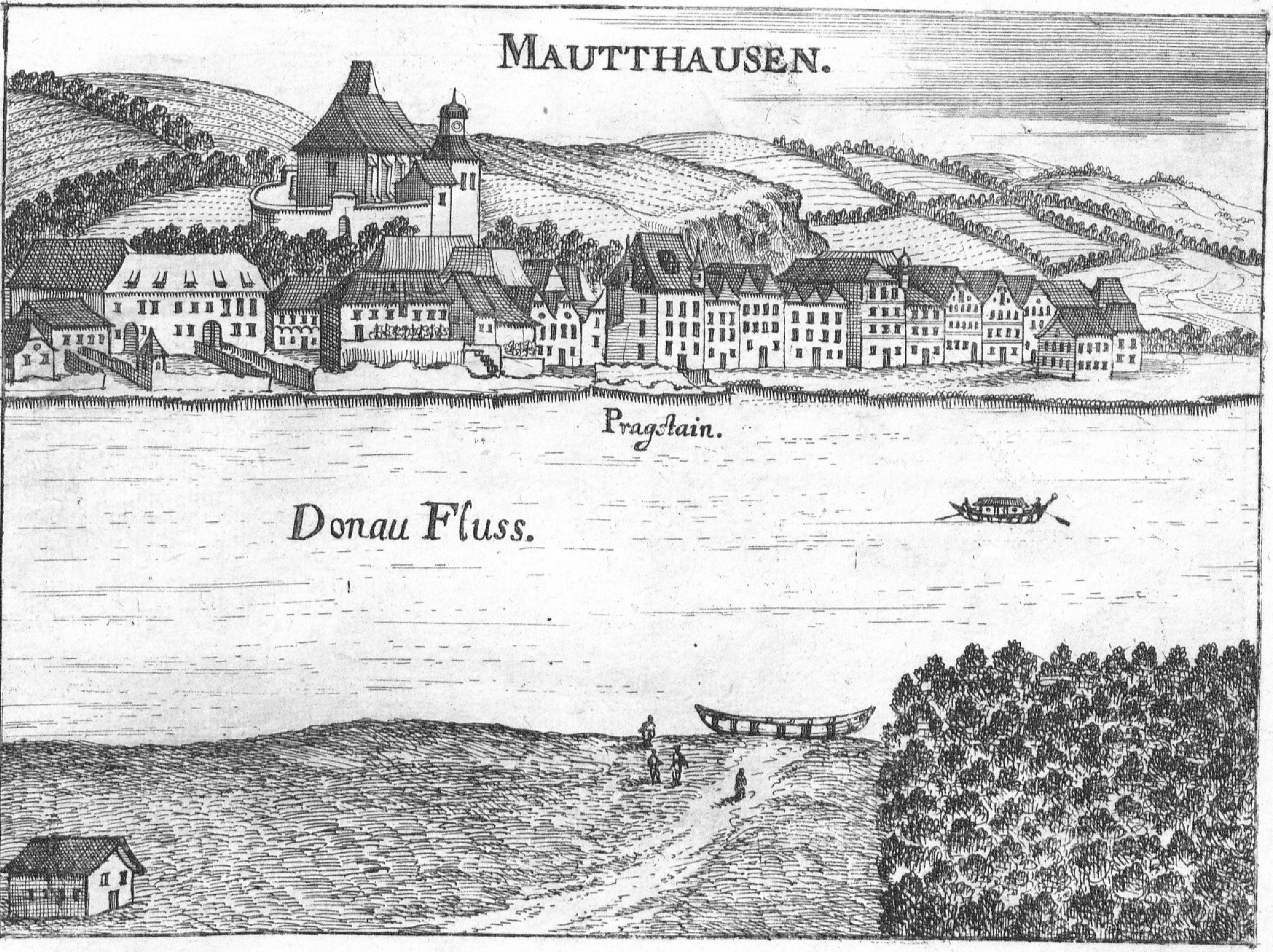
Pragstein um 1674. Stich von Georg Matthäus Vischer
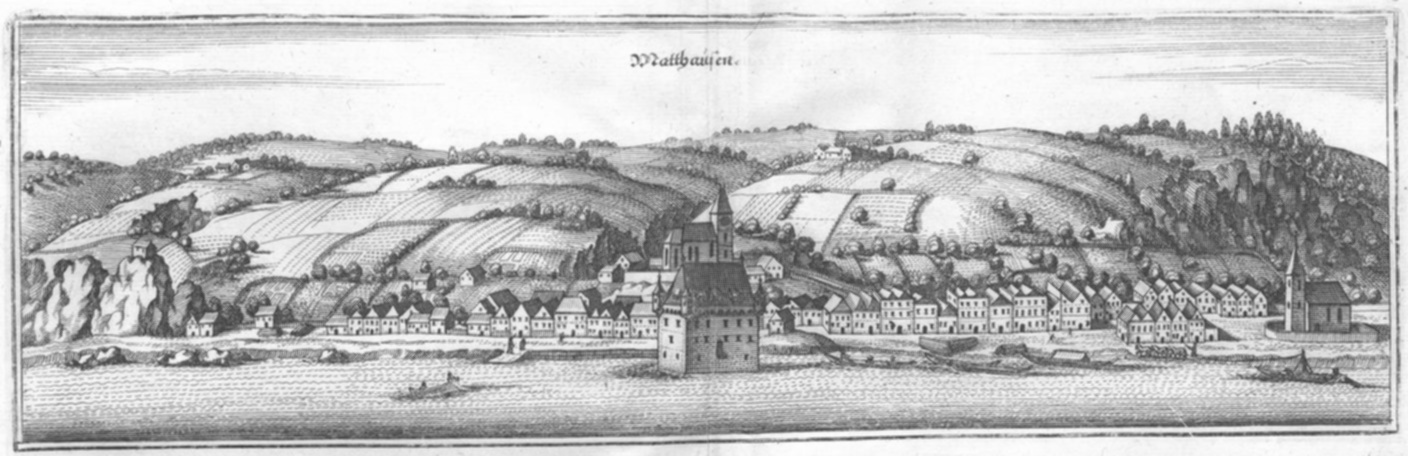
Pragstein um 1679. Stich von Martin Zeiler
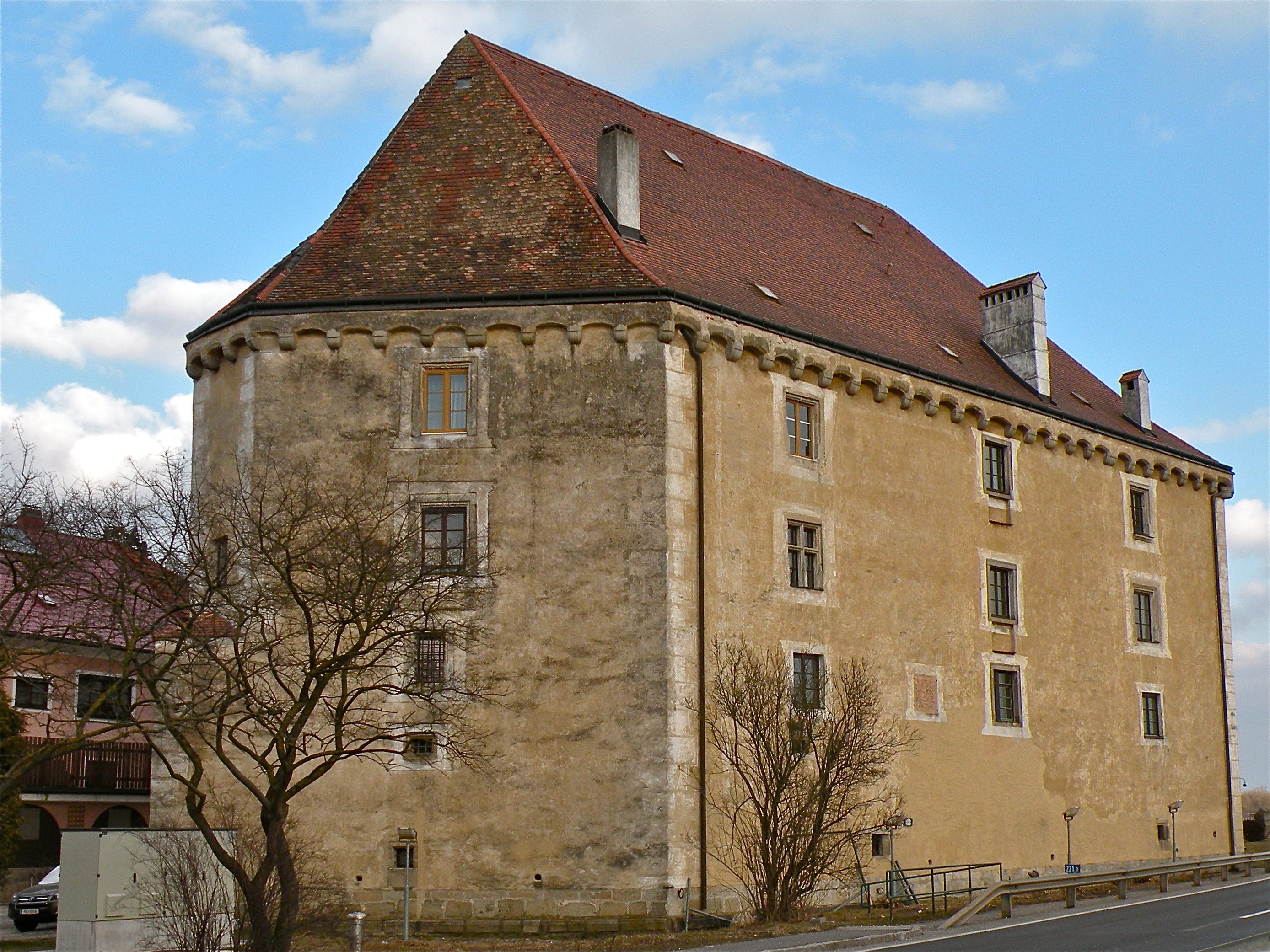
Pragstein von Westen. Foto 2011
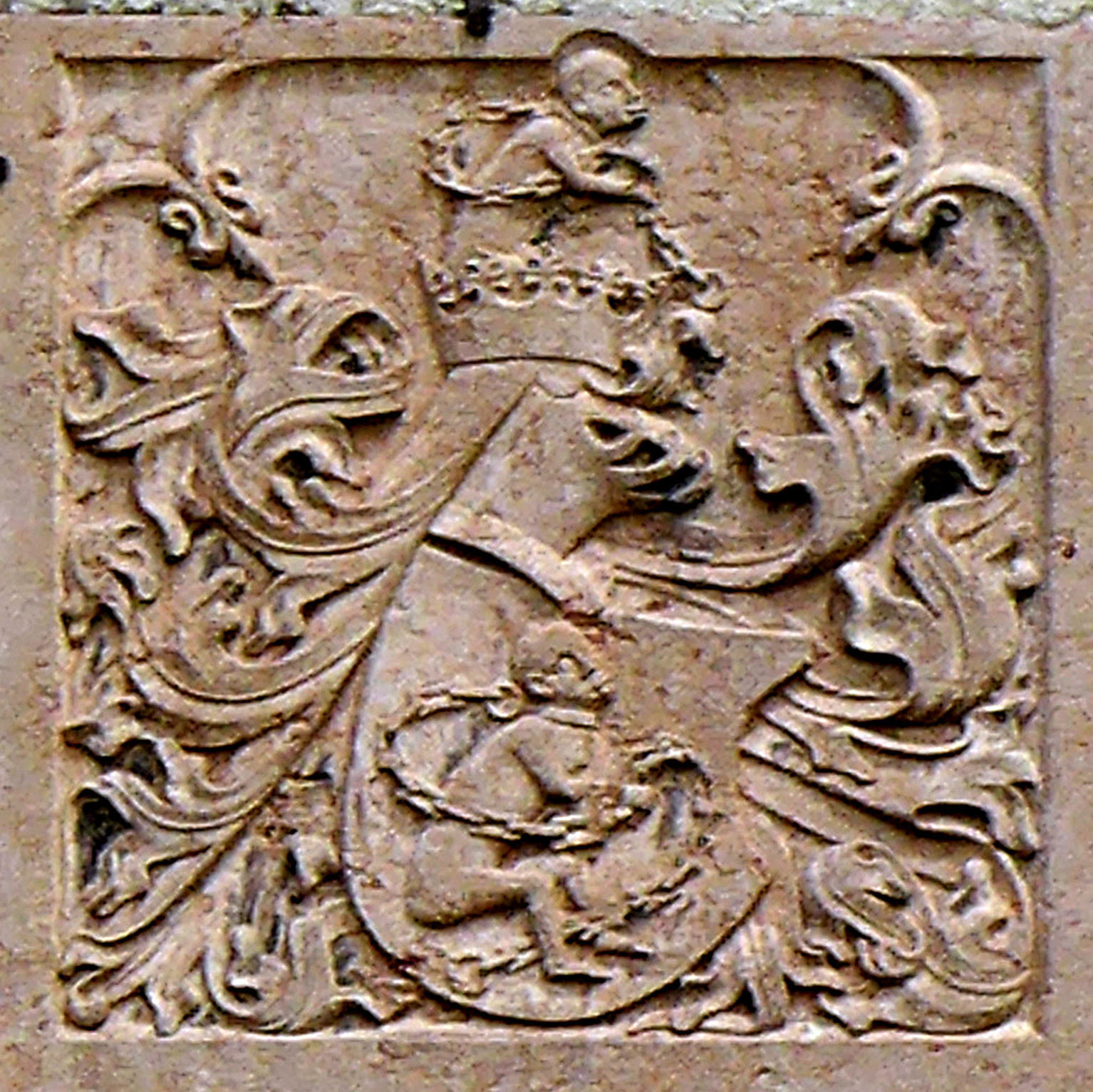
Prager-Wappen aus 1507. Südseite des Schlosses